# Nearctopsylla brevidigita
Nearctopsylla brevidigita är en loppart som beskrevs av Wu Houyoung, Wang Dwenching et Liu Chiying 1965. Nearctopsylla brevidigita ingår i släktet Nearctopsylla och familjen mullvadsloppor. Inga underarter finns listade i Catalogue of Life.